# Нюнесгамн
Нюнесгамн (швед. Nynäshamn) — місто та адміністративний центр комуни Нюнесгамн, лен Стокгольм, Швеція з 13 510 жителями у 2010 році.

## Історія
Хоча інтерес до району як потенційно корисного порту зростав з середини XIX століття, тільки з відкриттям залізниці до Стокгольма в 1901 році Нюнесгамн почав розвиватися.
На початку XX століття Нюнесгамн також став відомим як курортне місто, хоча більшість об'єктів було закрито до кінця Першої світової війни. Основні підприємства з'явились завдяки Televerket verkstäder (заводи державної телефонної компанії) в 1916 р. і нафтопереробному заводу, побудованому в 1928-29 роках компанією Axel Ax: son Johnson & Co (сьогодні знана як Nynas).
Нюнесгамн був місцем проведення регати на літніх Олімпійських іграх 1912 року.

## Географія

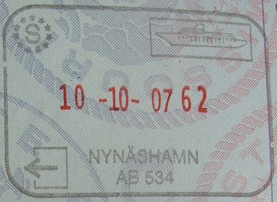
Паспортний штамп, виданий пасажирам порома до Гданська до того, як Польща приєдналася до Шенгенської зони

Нюнесгамн, що лежить приблизно за 60 км на південь від Стокгольма, добре відомий тим, що є одним з місць на материковій частині Швеції, звідки вирушають пороми до острова Готланд. Це дуже популярне місце для шведів усіх віків у літні місяці. Термінал Polferries також пропонує регулярні маршрути до Гданська у Польщі. Декілька круїзних суден для екскурсій по Балтійському морю також залишаються в гавані, тому що вони занадто великі, щоб залишатись в Стокгольмі.
Кожне літо проводиться вечірка гавані, а також місцеві ярмарки ремесел. Під час цих подій паровий потяг часто проходить маршрутами до Стокгольма та з нього. Протягом літніх місяців гавань наповнена човнами будь-яких розмірів, а також суєтою як з відвідувачами, так і з місцевими жителями.
Нюнесгамн обслуговується Стокгольмською приміською залізницею (Pendeltåg) і кількома автобусними маршрутами.

## Галерея

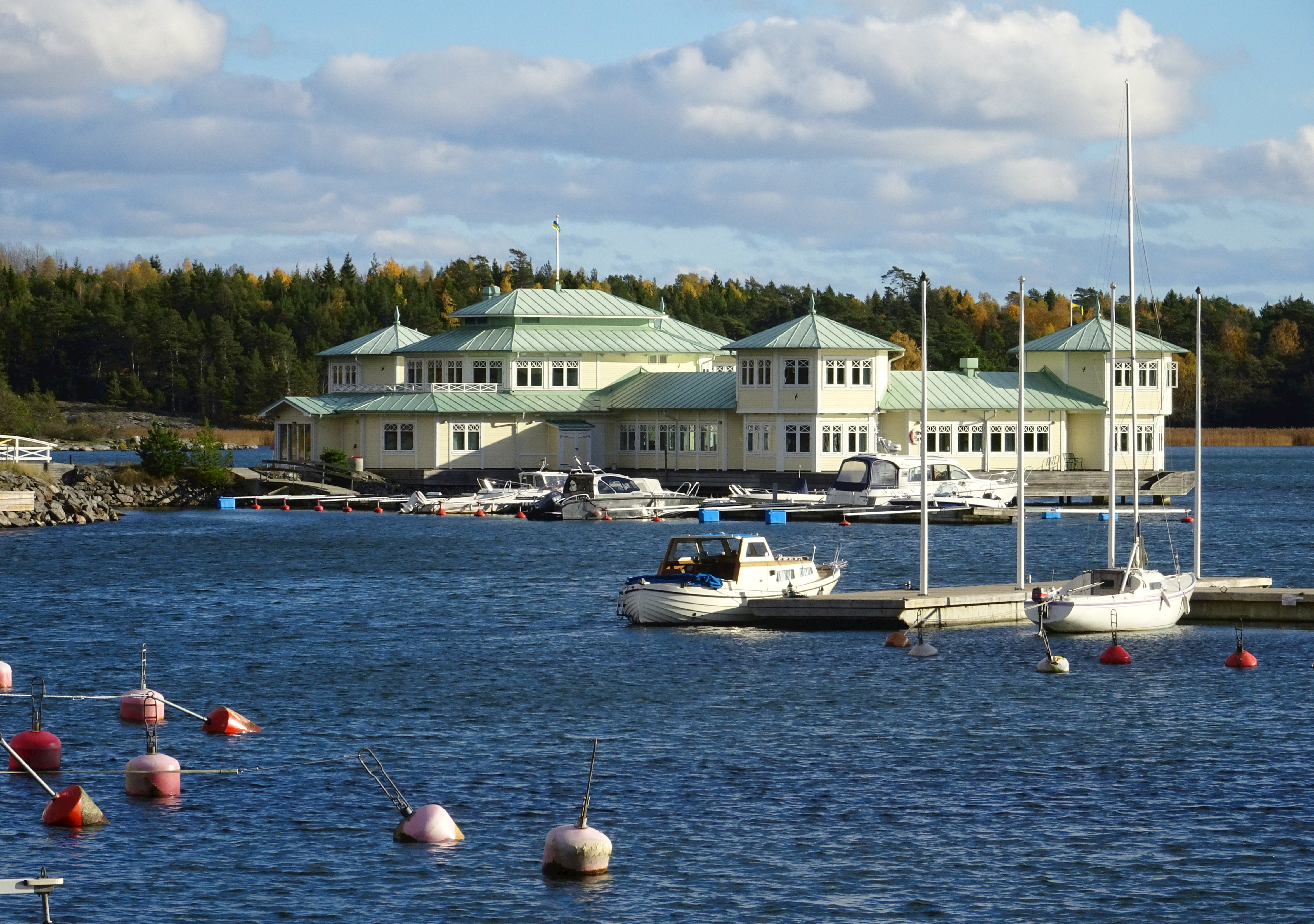
Спа-центр
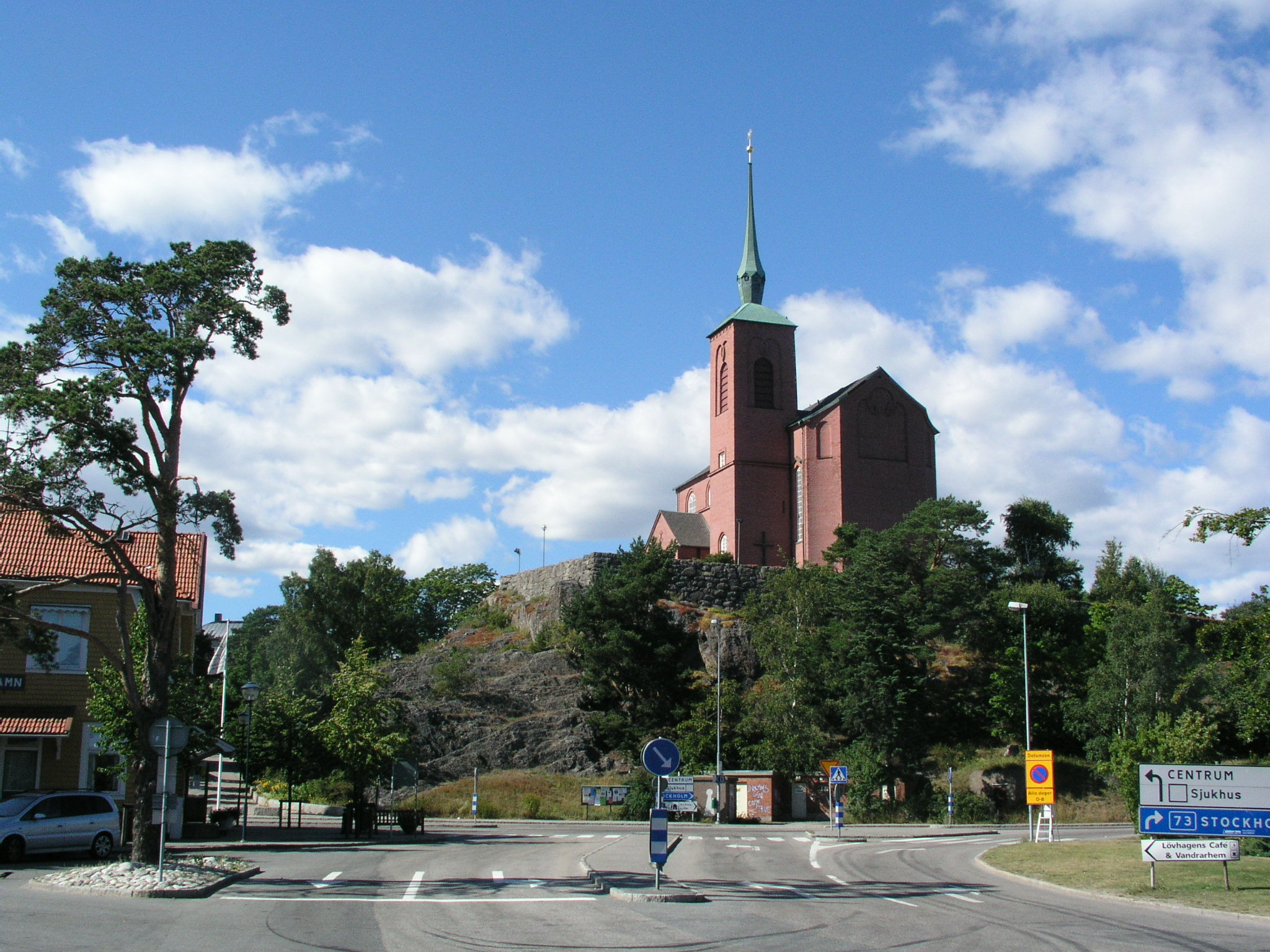
Центр
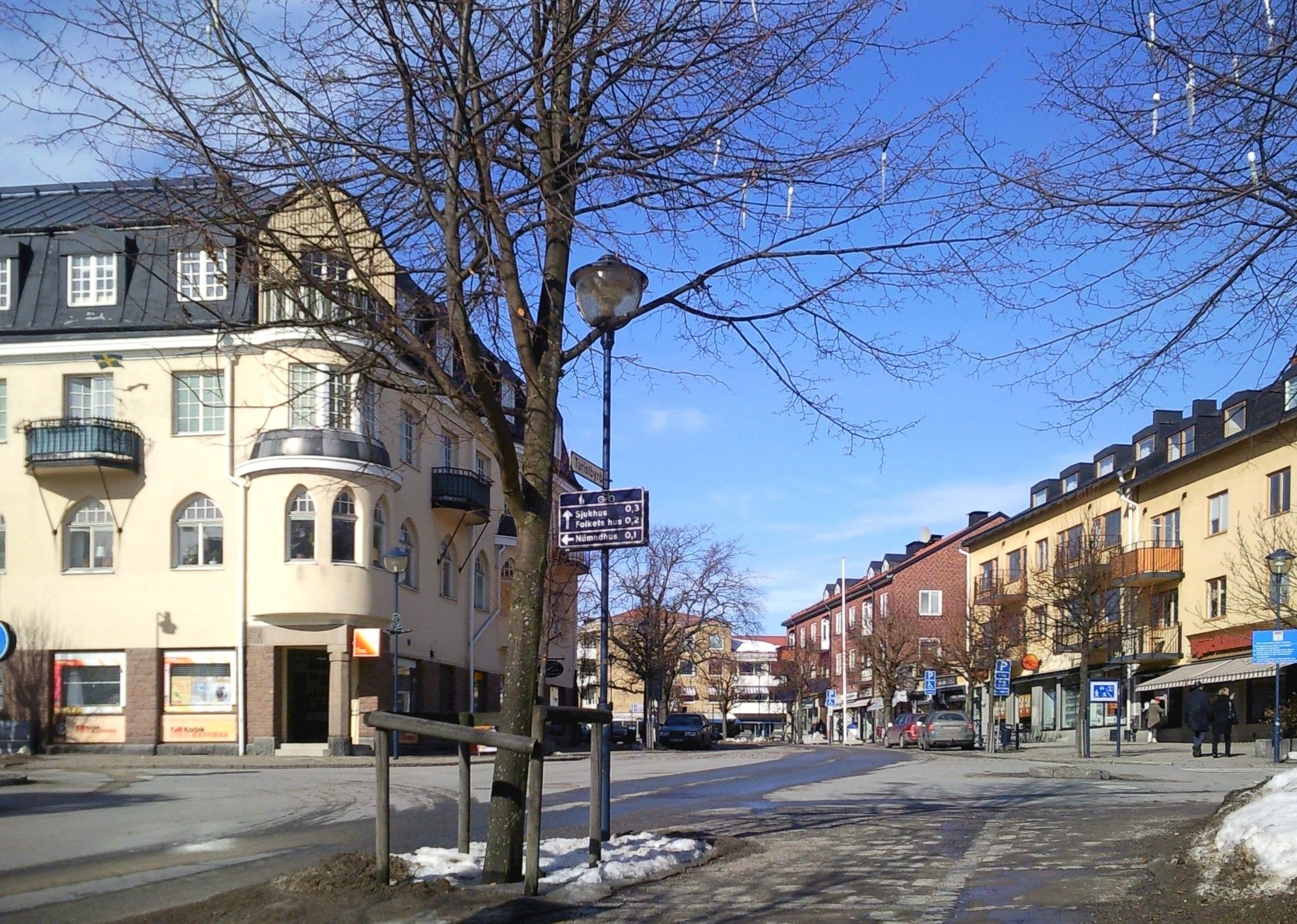
Центральна вулиця
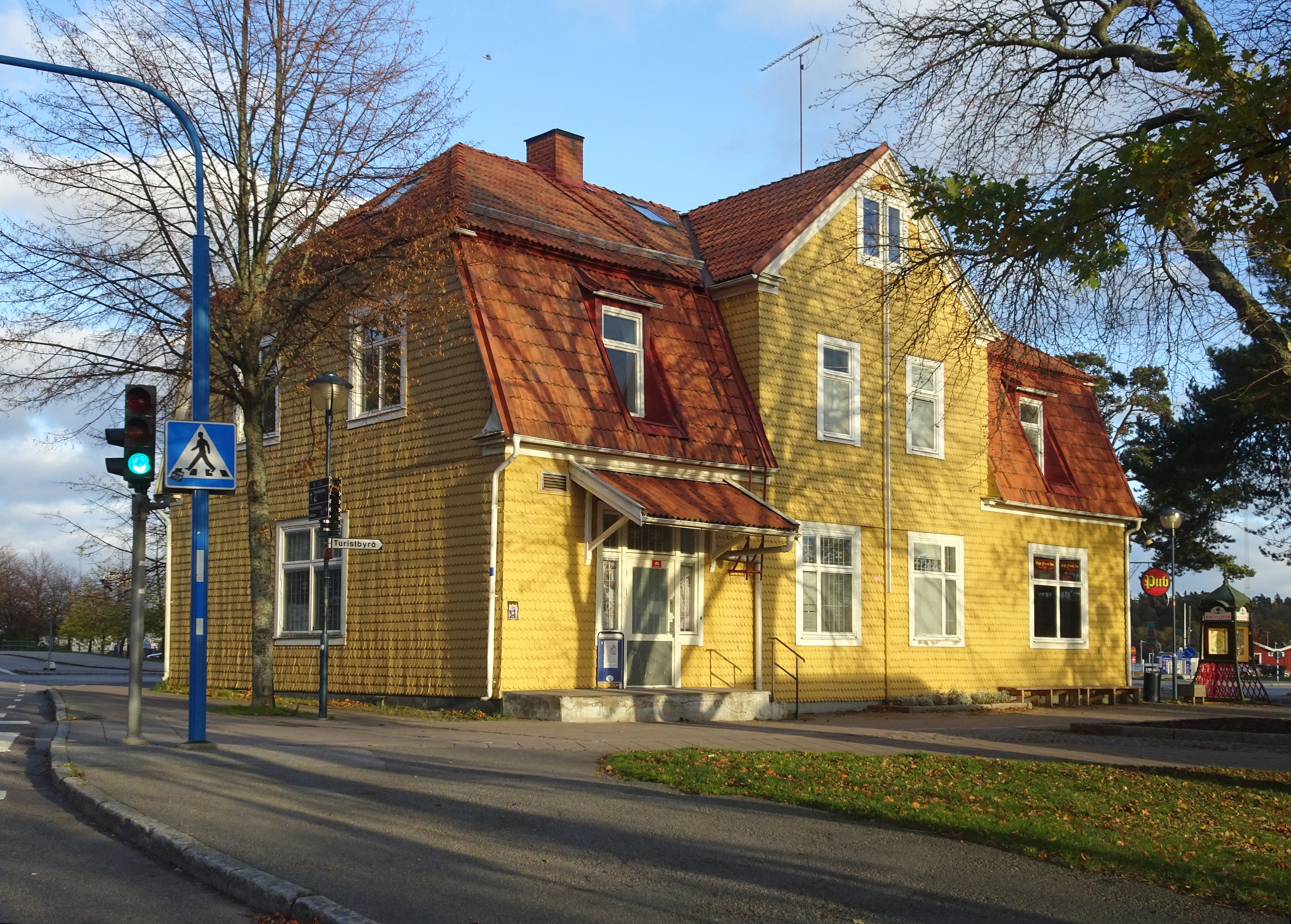
Стара будівля вокзалу
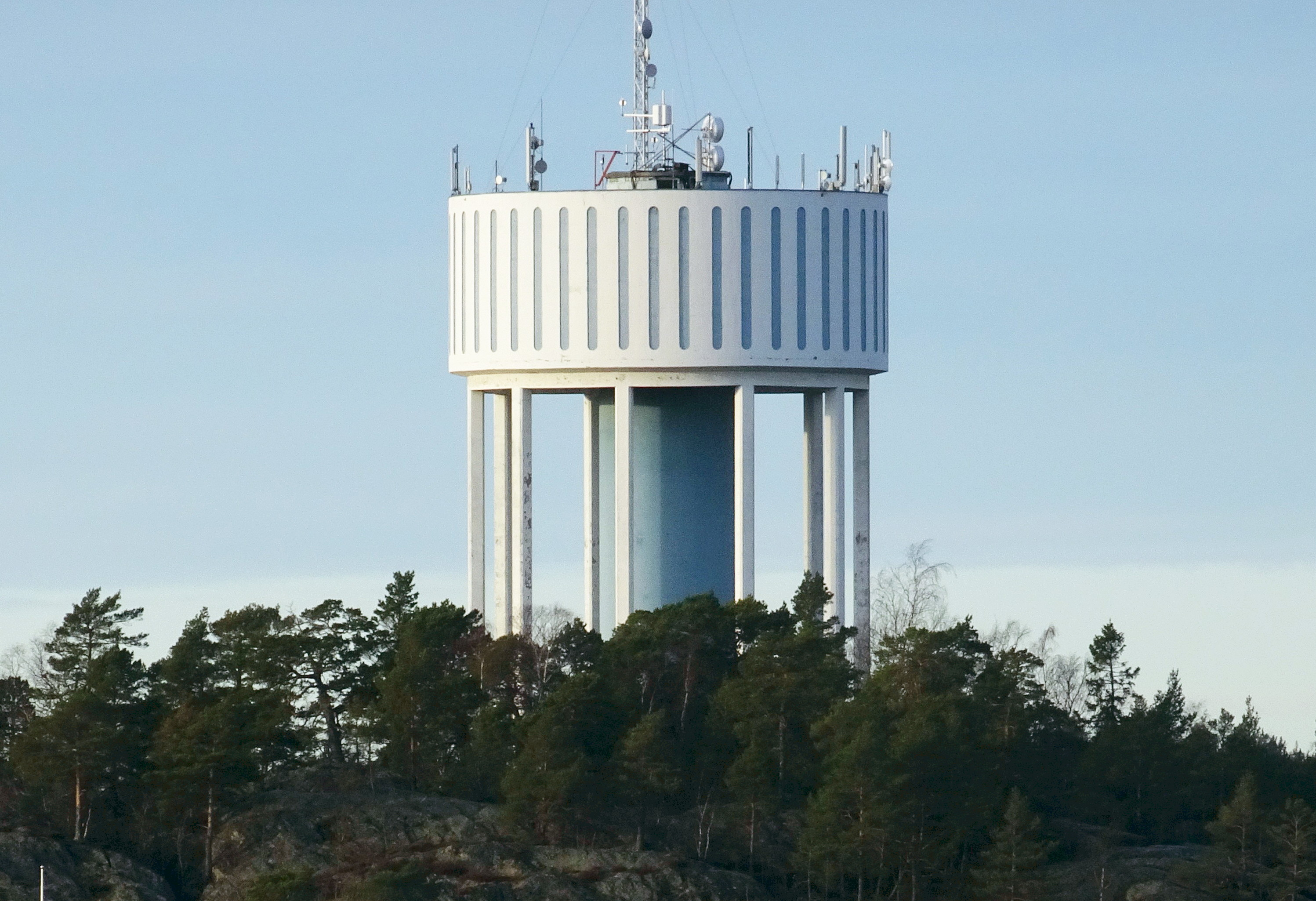
Водонапірна башта